# Sulawesibijeneter
De sulawesiebijeneter (Meropogon forsteni) is een vogel uit de familie bijeneters (Meropidae) die endemisch is op Sulawesi. De wetenschappelijke naam verwijst naar verzamelaar van naturalia Eltio Alegondas Forsten (1811–1843) en de vogel werd beschreven door Charles Lucien Bonaparte een neef van Napoleon Bonaparte die rond 1850 een tijdje aan het Rijksmuseum van Natuurlijke Historie in Leiden werkte.

## Verspreiding en leefgebied
De soort komt voor in het noorden, midden en zuidoosten van Sulawesi, waar de vogel vaak wordt gezien op open plekken in dicht regenbos.